# قلعه‌نو (بم)
قلعه‌نو روستایی در دهستان بم بخش مرکزی شهرستان بم استان کرمان ایران است.

## جمعیت
بر پایه سرشماری عمومی نفوس و مسکن در سال ۱۳۹۵ جمعیت این روستا ۳۳۷ نفر (۱۱۳خانوار) بوده‌است.